# Grønland i sol
Grønland i sol er en dansk dokumentarfilm fra 1959 med instruktion og manuskript af Hagen Hasselbalch.

## Handling
Hagen Hasselbach fulgte med et af Grønlands Styrelses skibe på et sommertogt langs Grønlands kyst og indfangede med sit smalfilmskamera en række indtryk af Grønland på godt og ondt, som han sammenarbejdede til en skildring af sommerens Grønland - Grønland i sol.